# Acacia anceps
Acacia anceps é uma espécie de leguminosa do gênero Acacia, pertencente à família Fabaceae.